# All My Life (Benjamin Ingrosso)
All My Life è un singolo di Benjamin Ingrosso, pubblicato il 9 agosto 2024 come estratto dall'album Pink Velvet Theatre.

## Video musicale
Il video musicale è stato pubblicato il 29 agosto 2024, diretto da Robin Bøe.

## Tracce
1. All My Life – 3:02

## Classifiche
| Classifica (2024) | Posizione massima |
| ----------------- | ----------------- |
| Svezia            | 3                 |